# IC 2947
IC 2947 ist eine Balken-Spiralgalaxie vom Hubble-Typ SBm im Sternbild Großer Bär am Nordsternhimmel. Sie ist schätzungsweise 567 Millionen Lichtjahre von der Milchstraße entfernt.
Das Objekt wurde am 13. Juni 1896 von Stéphane Javelle entdeckt.